# Мішель Терещенко (філософ)
Міше́ль (Миха́йло Іва́нович) Тере́щенко (фр. Michel Terestchenko, народився 17 вересня 1956, Лондон) — французький філософ українського походження, автор книг з політичної філософії та філософії моралі.

## Біографія
Походить з українського роду Терещенків. Онук українського підприємця, політика та мецената Михайла Івановича Терещенка від другого шлюбу з норвежкою Еббою Горст. Батько — Іван Терещенко, мати — француженка Надін Русело. Має молодшого брата Івана — французько-англійського фотографа.
Навчався у приватному коледжі-ліцеї Пассі-Бюзенваль у передмісті Парижа Рюей-Мальмезон. Закінчив Інститут політичних досліджень («Sciences Po»). У 1994 році захистив дисертацію з філософії в Університеті Париж IV на тему: «Суперечка про чисте кохання між Фенелоном та Боссюе: духовний, теологічний та філософський зміст» під керівництвом П'єра Маньяра.
Доктор гуманітарних наук та агреже з філософії. Викладає філософію в університеті Реймса та Інституті політичних досліджень Екс-ан-Прованса.
Одружений з Анною Паньє, троє дітей — Поліна, Анжеліна і Теофан.

## Філософська діяльність
Автор ряду книг з філософії моралі та політичної філософії. Основними тематиками досліджень Терещенка є: прикладна етика, егоїзм та альтруїзм, людська деструктивність, а також питання демократії та репресій. Регулярно дописує до журналу антиутилітаристської тематики «Ревю дю МАУСС».
Найвідоміша праця — «Такий слабкий покрив людства: банальність зла, банальність добра» (фр. Un si fragile vernis d’humanité : banalité du mal, banalité du bien). У цій книзі Мішель Терещенко розглядає головне питання моральної філософії, заперечуючи те, що людство прагне лише до задоволення своїх корисних цілей, і, використовуючи історичні приклади, зокрема, з історії Другої світової війни, вводить парадигму «самості», на основі якої він пропонує розглядати людську поведінку перед обличчям зла. Книга вперше видана 2005 року і того ж року була відзначена як одна з найвизначніших робіт сучасності.
Його твори перекладені іспанською, німецькою та російською мовами.

### Основні праці
- Enjeux de philosophie politique moderne : les violences de l'abstraction (укр. Цілі сучасної політичної філософії: жорстокість абстракції), PUF, « Politique d’aujourd’hui », 1992, 288 p.
- Les Grands Courants de la philosophie politique (укр. Основні течії політичної філософії), Seuil, « Mémo », 1996. 96 p.
- Amour et désespoir : de François de Sales à Fénelon (укр. Кохання та зневіра: від Франциска Салезького до Фенелона), Seuil, « Points : essais », 2000, 414 p.
- Philosophie politique. Vol. 1, Individu et société (укр. Політична філософія. Т.1, Людина і суспільство), Hachette éducation, « Les fondamentaux », volume 34, 2006 [1ère éd. 1994], 155 p.
- Philosophie politique. Vol. 2, Éthique, science et droit (укр. Політична філософія. Т.1, Етика, наука і право), Hachette éducation, « Les fondamentaux », volume 35, 2007 [1ère éd. : 1994], 157 p.
- Un si fragile vernis d’humanité : banalité du mal, banalité du bien (укр. Такий слабкий покрив людства: банальність зла, банальність добра), La Découverte, « Recherches : Mauss », 2005, 302 p.
- у співавторстві з Едуаром Юссоном: Les Complaisantes, Jonathan Littell et l'écriture du Mal (укр. Люб'язні: Джонатан Літтелл та писання Зла), F. X. de Guibert, 2007.
- Du bon usage de la torture, ou comment les démocraties justifient l'injustifiable (укр. Про правильне використання тортур, або як демократії обґрунтовують необґрунтовне), La Découverte, 2008.